# 25520 Дерончанґ
25520 Дерончанґ (25520 Deronchang) — астероїд головного поясу, відкритий 7 грудня 1999 року.
Тіссеранів параметр щодо Юпітера — 3,525.